# Nicarágua nos Jogos Olímpicos de Verão de 1996
Nicarágua participou dos Jogos Olímpicos de Verão de 1996 em Atlanta, Estados Unidos.